# Dodekalitten
Dodekalitten er et kunstværk under opførelse ved Glentehøj (Kragenæs) på Lolland med udsigt over Smålandshavet om 300 m fra kysten. Værket består af en kreds af 12 planlagte stenstøtter. Hver sten er 7-9 meter høj, hvor de øverste 2 meter er udhugget som hoveder. Fra kredsens siddesten lyder der elektroakustisk musik i døgnets lyse timer.
Den grundlæggende ide bag kunstværket er skabt af komponist Gunner Møller Pedersen og billedhugger Thomas Kadziola. Gunnar Møller Pedersen fandt på sagnet om lolerne, et fiktivt folkeslag der knytter kunstværket til en forestilling om de mennesker der indvandrede til Lolland for ca. 7.500 år siden. 
Første mejselhug fandt sted i november 2010, men der opstod på et tidspunkt en konflikt mellem de to ophavsmænd, og Pedersen måtte forlade projektet i 2016. Pedersen udgav efterfølgende bogen Dodekalitten: Drømmen om Lolerne. Projektets første fem år er beskrevet i filmen "Dodekalitten - de første fem år 2009-2014".
Billedhuggeren Kadziola arbejder i disse år på at færdiggøre værket. I 2020 bestod værket af fem færdige sten, en ufærdig samt fire groft tilhuggede sten. De fem færdige sten har navnene Baldur, Lodir, Ydis, L'nir og L'dis.
I 2017 trådte komponist Wayne Siegel ind i kunstprojektet og har til opgave at programmere og udvikle værkets lydside.
I 2019 afholdt det danske rockband The Minds of 99 en koncert ved Dodekalitten, som efterfølgende blev udgivet på livealbummet Solkongen - Live fra Dodekalitten i 2022.
I august 2025 blev Fejø Filmfestival afholdt ved Dodekalitten, hvor der bl.a. var forpremiere på Ternet Ninja 3.
Dodekalitten planlægges færdig i 2025.

## De tolv sten
- Sten 1: L'dis: Rejst på stedet 28. maj 2020. Stenen er lys grå larvikit fra Larvik, Norge.
- Sten 2: Uhugget blok. Rød granit fra Bohuslän, Sverige.
- Sten 3: L'nir:  (se evt. Lolnir). Rejst på stedet 30. september 2018. Stenen er rød granit fra Bohuslän, Sverige.
- Sten 4: Ydis:  (se evt. Idun).  Rejst på stedet 1. juni 2016. Stenen er rød granit fra Bohuslän, Sverige
- Sten 5: Unavngiven: Rejst på stedet 30. september 2018.
- Sten 6: Uhugget blok. Rød granit fra Bohuslän, Sverige.
- Sten 7:
- Sten 8: Lodir: Lolnirs bror og hos lolerne ham, der passede ilden, og derfor også var lidt farlig at omgås.  Rejst på stedet 21. juni 2014. Stenen er sort diabas.
- Sten 9:
- Sten 10: Baldur: Også kaldet Balder, en nærmest unaturligt smuk mand, som alle, og ikke mindst kvinderne, forgudede. Grækerne kaldte ham senere "Adonis", og han brød sig ikke om at slås, men holdt af at gå nøgen rundt om sommeren. Han var ikke særligt god til at synge, men deltog alligevel i korsangen. Rejst på stedet 21. juni 2014. Stenen er sort diabas.
- Sten 11: Røst: Rejst på stedet 20. juni 2021. Stenen er larvikit fra Larvik, Norge
- Sten 12: Uhugget blok. Rød granit fra Bohuslän, Sverige.

___
Lolnir: Lolernes legendariske høvding der opfandt runerne og dermed skriftsproget. [...] Lolnir/Odin er i mytologien samme skikkelse som Zeus og nogle gange Apollon. Han personificerer det mandlige, handlende princip, og han strejfede som Apollon ofte om alene i månedsvis.
Idun (den Hvide): Formodentlig en af Baldurs døtre.
(Kilde: Drømmen om Lolerne af Gunnar Møller Pedersen)